# Pierre Dux
Pierre Dux (París, 21 de octubre de 1908–Ibidem, 1 de diciembre de 1990) fue un actor y director teatral francés.

## Biografía
Su verdadero nombre era Pierre Martin, y nació en París, Francia. Hijo de actores (su madre, Émilienne Dux, actuó en teatro y cine), Pierre Dux entró en la Comédie-Française, siendo pensionaire el 25 de julio de 1929, actuando en Le Barbier de Séville. En 1937 escenografió L'Impromptu de Versailles, de Molière, y después, entre otras obras, Ruy Blas de Victor Hugo y La Reine morte de Henry de Montherlant.
En 1938, Pierre Dux, Fernand Ledoux y Alfred Adam abrieron un curso de teatro instalado en un estudio en el último piso del Teatro Pigalle. 
El 1 de enero de 1935 fue nombrado miembro de la Comédie-Française, manteniendo dicho rango hasta 1945. Fue además nombrado administrador general de la Comédie-Française el 31 de agosto de 1944, permaneciendo en el cargo hasta el año siguiente, y repitiéndolo desde el 1 de abril de 1970 hasta el 31 de julio de 1979. Igualmente, fue director del Teatro del Odéon desde 1971 a 1979.
Pierre Dux también dirigió el Teatro de París, junto a Marcel Karsenty, entre 1948 y 1952.
Desde 1953 a 1956 fue profesor del Conservatorio Nacional Superior de Arte Dramático de París, donde tuvo como alumnos, entre otros, a Jean Rochefort, Jean-Paul Belmondo, Claude Rich, Pierre Vernier y Catherine Samie. 
Dux fue también miembro de la Academia de Bellas Artes, ocupando en 1978 el sillón número 8 dejado vacante por Charles Kunstler.
Además de su faceta teatral, a lo largo de su carrera Dux también trabajó en numerosas producciones, tanto cinematográficas como televisivas.
Pierre Dux falleció en París, Francia, en 1990. Tenía 82 años de edad.

## Filmografía

### Cine
| - 1932 : Le Mariage de Mademoiselle Beulemans, de Jean Choux - 1934 : Le Monde où l'on s'ennuie, de Jean de Marguenat - 1934 : Piano à vendre, corto de René Jayet - 1934 : Les Précieuses ridicules, corto de Léonce Perret - 1934 : Un soir à la comédie Française, corto de Léonce Perret - 1935 : Marie des angoisses, de Michel Bernheim - 1935 : La Marmaille, de Bernard Deschamps - 1938 : Retour à l'aube, de Henri Decoin - 1941 : Dernière Aventure, de Robert Péguy - 1946 : L'Affaire du collier de la reine, de Marcel l'Herbier - 1946 : Patrie, de Louis Daquin - 1947 : Les Chouans, de Henri Calef - 1947 : Monsieur Vincent, de Maurice Cloche - 1948 : Les Dernières Vacances, de Roger Leenhardt - 1948 : Docteur Laennec, de Maurice Cloche - 1949 : Jean de la Lune, de Marcel Achard - 1949 : La Valse de Paris, de Marcel Achard - 1950 : Ombre et lumière, de Henri Calef - 1951 : Gibier de potence, de Roger Richebé - 1952 : Lettre ouverte, de Alex Joffé - 1954 : Poisson d'avril, de Gilles Grangier - 1955 : Sophie et le Crime, de Pierre Gaspard-Huit | - 1955 : Les Grandes Manœuvres, de René Clair - 1955 : Rencontre à Paris, de Georges Lampin - 1958 : Les Vignes du seigneur de Jean Boyer - 1958 : Le Gorille vous salue bien, de Bernard Borderie - 1959 : La Verte Moisson, de François Villiers - 1961 : Les Croulants se portent bien, de Jean Boyer - 1961 : Goodbye Again, de Anatol Litvak - 1961 : Les Amours célèbres, de Michel Boisrond - sketch Les comédiennes - 1962 : Le Jour et l'Heure, de René Clément - 1963 : Behold a pale horse, de Fred Zinnemann - 1964 : Patate, de Robert Thomas - 1966 : ¿Arde París?, de René Clément - 1969 : Z, de Costa-Gavras - 1969 : La Main, de Henri Glaeser - 1970 : La Horse, de Pierre Granier-Deferre - 1974 : Section spéciale, de Costa-Gavras - 1980 : Trois hommes à abattre, de Jacques Deray - 1981 : Plein sud, de Luc Béraud - 1981 : La vie continue, de Moshé Mizrahi - 1987 : La Lectrice, de Michel Deville - 1990 : Plaisir d'amour, de Nelly Kaplan |

### Televisión
Actor
- 1968 : Hélène ou la joie de vivre, de Claude Barma
- 1968 : Au théâtre ce soir : Les Glorieuses, de André Roussin, escenografía de Pierre Dux, dirección de Pierre Sabbagh, Teatro Marigny

Director
- 1972 : Electra, de Jean Giraudoux (espectáculo de la Comédie-Française)

## Teatro

### Actor en la Comédie-Française
- 1929 : Le Marchand de Paris, de Edmond Fleg
- 1929 : À quoi rêvent les jeunes filles ?, de Alfred de Musset
- 1929 : Le Barbier de Séville, de Beaumarchais
- 1929 : La fierecilla domada, de William Shakespeare
- 1929 : Le Barbier de Séville, de Beaumarchais
- 1929 : Le Bon roi Dagobert, de André Rivoire
- 1929 : El médico a palos, de Molière
- 1929 : Ruy Blas, de Victor Hugo
- 1929 : Ruy Blas, de Victor Hugo
- 1929 : El enfermo imaginario, de Molière
- 1929 : Los enredos de Scapin, de Molière
- 1929 : Sganarelle ou le Cocu imaginaire, de Molière
- 1929 : La Robe rouge, de Eugène Brieux
- 1929 : Le Monde où l'on s'ennuie, de Édouard Pailleron
- 1929 : Hernani, de Victor Hugo
- 1929 : Los negocios son los negocios, de Octave Mirbeau
- 1929 : Les Fresnay, de Fernand Vanderem
- 1929 : La Marche nuptiale, de Henry Bataille
- 1929 : El avaro, de Molière
- 1929 : Le Voyage de monsieur Perrichon, de Eugène Labiche y Édouard Martin
- 1929 : Maman Colibri, de Henry Bataille
- 1929 : Marion Delorme, de Victor Hugo
- 1929 : Marion Delorme, de Victor Hugo
- 1929 : La Course du flambeau, de Paul Hervieu
- 1930 : Le Carnaval des enfants, de Saint-Georges de Bouhélier
- 1930 : Le Carnaval des enfants, de Saint-Georges de Bouhélier
- 1930 : L'Amour veille, de Robert de Flers y Gaston Arman de Caillavet
- 1930 : Les trois Henry, de André Lang
- 1930 : La Passion, de Edmond de Haraucourt
- 1930 : Los enredos de Scapin, de Molière
- 1930 : Le Carrosse du Saint-Sacrement, de Prosper Mérimée
- 1930 : Marion Delorme, de Victor Hugo
- 1930 : Marion Delorme, de Victor Hugo
- 1930 : L'Abbé Constantin, de Hector Crémieux y Pierre Decourcelle
- 1930 : El médico a palos, de Molière
- 1930 : Moi !, de Eugène Labiche
- 1986 : Le Voyage de monsieur Perrichon, de Eugène Labiche y Édouard Martin
- 1930 : L'Anglais tel qu'on le parle, de Tristan Bernard
- 1930 : Démocrite amoureux, de Jean-François Regnard
- 1930 : La escuela de las mujeres, de Molière
- 1930 : La Belle Aventure, de Robert de Flers, Gaston Arman de Caillavet y Rey
- 1930 : Circé, de A. Poizat
- 1930 : Lorenzaccio, de Alfred de Musset
- 1930 : Boubouroche, de Georges Courteline
- 1930 : Les Corbeaux, de Henry Becque
- 1931 : Les Compères du roi Louis, de Paul Fort
- 1931 : Les Compères du roi Louis, de Paul Fort
- 1931 : Les Compères du roi Louis, de Paul Fort
- 1931 : Le Mariage de Figaro, de Beaumarchais
- 1931 : Le Mariage de Figaro, de Beaumarchais
- 1931 : Le Sang de Danton, de Saint-Georges de Bouhélier
- 1931 : Arlequin poli par l'amour, de Marivaux
- 1931 : El burgués gentilhombre, de Molière
- 1931 : L'Amour médecin, de Molière
- 1931 : Les Précieuses ridicules, de Molière
- 1931 : Les Précieuses ridicules, de Molière
- 1931 : La Belle Aventure, de Robert de Flers, Gaston Arman de Caillavet y Rey
- 1931 : Le Jeu de l'amour et du hasard, de Marivaux
- 1931 : L'Épreuve, de Marivaux
- 1931 : L'Ami Fritz, de Erckmann-Chatrian
- 1931 : Les Caprices de Marianne, de Alfred de Musset
- 1931 : Los enredos de Scapin, de Molière
- 1931 : On ne saurait penser à tout, de Alfred de Musset
- 1932 : Il ne faut jurer de rien, de Alfred de Musset
- 1932 : Patrie!, de Victorien Sardou
- 1932 : Le Barbier de Séville, de Beaumarchais
- 1932 : Hamlet, de William Shakespeare
- 1932 : L'École des bourgeois, de Léonor Jean Christine Soulas d'Allainval
- 1932 : Moloch, de Boussac de Saint-Marc
- 1932 : Los negocios son los negocios, de Octave Mirbeau
- 1932 : El enfermo imaginario, de Molière
- 1932 : La Jalousie, de Sacha Guitry
- 1932 : Hernani, de Victor Hugo
- 1932 : Le Dépit amoureux, de Molière
- 1932 : Los Litigantes, de Jean Racine
- 1932 : Gringoire, de Théodore de Banville
- 1932 : Ruy Blas, de Victor Hugo
- 1932 : Le Voyage de monsieur Perrichon, de Eugène Labiche y Édouard Martin
- 1932 : Marion Delorme, de Victor Hugo
- 1932 : La Navette, de Henry Becque
- 1932 : Les Honnêtes Femmes, de Henry Becque
- 1933 : Monsieur de Pourceaugnac, de Molière
- 1933 : Le Secret, de Henri Bernstein
- 1933 : Monsieur de Pourceaugnac, de Molière
- 1933 : L'Autre Danger, de Maurice Donnay
- 1933 : Le Dîner de Pierrot, de Bertrand Millanvoye
- 1933 : Savonarole
- 1933 : Le Dépit amoureux, de Molière
- 1933 : La Naissance, Un Jour, La Mort du poète
- 1933 : Il faut qu'une porte soit ouverte ou fermée, de Alfred de Musset
- 1933 : La Jalousie, de Sacha Guitry
- 1933 : El enfermo imaginario, de Molière
- 1933 : El misántropo, de Molière
- 1933 : Le Dépit amoureux, de Molière
- 1933 : La fierecilla domada, de William Shakespeare
- 1933 : Las mujeres sabias, de Molière
- 1933 : Coriolano, de William Shakespeare
- 1933 : Le Juif polonais, de Erckmann-Chatrian
- 1934 : Coriolano, de William Shakespeare
- 1934 : Coriolano, de William Shakespeare
- 1934 : La Passion, de Edmond de Haraucourt
- 1934 : La Paix chez soi, de Georges Courteline
- 1934 : Paraître, de Maurice Donnay
- 1934 : Le Mariage de Figaro, de Beaumarchais
- 1934 : La Jalousie, de Sacha Guitry
- 1934 : Fantasio, de Alfred de Musset
- 1934 : Le Passé, de Georges de Porto-Riche
- 1934 : L'Otage, de Paul Claudel
- 1934 : Martine, de Jean-Jacques Bernard
- 1934 : L'Œuf de Colomb, de René Kerdyck
- 1934 : Tante Marie, de Anne Valray
- 1935 : L'Amiral, de Jacques Normand
- 1935 : El burgués gentilhombre, de Molière
- 1935 : La Souriante Madame Beudet, de Denys Amiel
- 1935 : L'amour veille, de Robert de Flers y Gaston Arman de Caillavet
- 1935 : Martine, de Jean-Jacques Bernatd
- 1935 : L'Assemblée des dieux, de Lucien de Samosate
- 1935 : La Double Inconstance, de Marivaux
- 1935 : L'Impromptu de Versailles, de Molière
- 1935 : Le Monde où l'on s'ennuie, de Édouard Pailleron
- 1935 : Le cœur a ses raisons, de Flers y Caillavet
- 1935 : Las mujeres sabias, de Molière
- 1935 : Madame Sans-Gêne, de Victorien Sardou y Émile Moreau
- 1936 : L'amour veille, de Flers y Caillavet
- 1936 : Les Folies amoureuses, de Jean-François Regnard
- 1936 : Les Romanesques, de Edmond Rostand
- 1936 : Barberine, de Alfred de Musset
- 1937 : La ilusión cómica, de Pierre Corneille
- 1937 : Le Légataire universel, de Jean-François Regnard
- 1937 : La Vérité dans le vin, de Sir James Barrie
- 1937 : Il ne faut jurer de rien, de Alfred de Musset
- 1937 : La Marche nuptiale, de Henry Bordeaux
- 1937 : Le Carrosse du Saint-Sacrement, de Prosper Mérimée
- 1937 : Le Voyageur et l'Amour, de Paul Morand
- 1937 : À quoi rêvent les jeunes filles ?, de Alfred de Musset
- 1938 : La escuela de los maridos, de Molière
- 1938 : El misántropo, de Molière
- 1938 : Les Fausses Confidences, de Marivaux, escenografía de Maurice Escande
- 1938 : Le Fanal, de Gabriel Marcel, escenografía de Pierre Dux
- 1938 : Ruy Blas, de Victor Hugo, escenografía de Pierre Dux
- 1938 : La Coupe enchantée, de Champmeslé
- 1938 : Cantique des cantiques, de Jean Giraudoux, mes Louis Jouvet
- 1938 : Cyrano de Bergerac, de Edmond Rostand, escenografía de Pierre Dux
- 1939 : Cyrano de Bergerac, de Edmond Rostand, escenografía de Pierre Dux
- 1939 : Cyrano de Bergerac, de Edmond Rostand, escenografía de Pierre Dux
- 1940 : Le Paquebot Tenacity, de Charles Vildrac, escenografía de Jacques Copeau
- 1940 : Cyrano de Bergerac, de Edmond Rostand, escenografía de Pierre Dux
- 1941 : Léopold le bien-aimé, de Jean Sarment, escenografía de Pierre Dux
- 1942 : Cyrano de Bergerac, de Edmond Rostand, escenografía de Pierre Dux
- 1943 : Le Chevalier à la mode, de Florent Carton Dancourt, escenografía de Jean Meyer
- 1943 : Les Boulingrin, de Georges Courteline
- 1943 : Le Soulier de satin, de Paul Claudel, escenografía de Jean-Louis Barrault
- 1944 : El burgués gentilhombre, de Molière, escenografía de Pierre Bertin
- 1944 : Ruy Blas, de Victor Hugo, escenografía de Pierre Dux
- 1944 : Le Soulier de satin, de Paul Claudel, escenografía de Jean-Louis Barrault
- 1945 : Antonio y Cleopatra, de William Shakespeare, escenografía de Jean-Louis Barrault
- 1945 : L'Ami Fritz, de Erckmann-Chatrian
- 1947 : El misántropo, de Molière, escenografía de Pierre Dux
- 1959 : Electra, de Jean Giraudoux, escenografía de Pierre Dux
- 1971 : Las mujeres sabias, de Molière, escenografía de Jean Piat
- 1972 : Le Jour du retour, de André Obey, escenografía de Pierre Dux
- 1973 : Las mujeres sabias, de Molière, escenografía de Jean Piat
- 1973 : La escuela de las mujeres, de Molière, escenografía de Jean-Paul Roussillon
- 1974 : Monsieur Teste, de Paul Valéry
- 1976 : Noche de reyes, de William Shakespeare, escenografía de Terry Hands
- 1977 : El enfermo imaginario, de Molière, escenografía de Jean-Laurent Cochet
- 1977 : Mon Faust, de Paul Valéry
- 1978 : La Villégiature, de Carlo Goldoni, escenografía de. Giorgio Strehler

### Actor fuera de la Comédie-Française
- 1944 : Cœurs déguisés, de Pierre Dux
- 1944 : Le Souper interrompu, de Paul-Jean Toulet, Théâtre du Vieux-Colombier
- 1945 : Los enredos de Scapin, de Molière, en Alemania
- 1945 : Père, de Édouard Bourdet, Teatro des Célestins
- 1949 : Das Kapital, de Curzio Malaparte, escenografía de Pierre Dux, Teatro de París
- 1951 : Le Sabre de mon père, de Roger Vitrac, escenografía de Pierre Dux, Teatro de París
- 1951 : Les Vignes du seigneur, de Robert de Flers y Francis de Croisset, escenografía de Pierre Dux, Teatro de París
- 1951 : La Main de César, de André Roussin, escenografía del autor, Teatro des Célestins, Teatro de París
- 1951 : Guillaume le confident, de Gabriel Arout, escenografía de Pierre Dux, Teatro de París
- 1952 : Hélène ou la joie de vivre, de André Roussin y Madeleine Gray, escenografía de Louis Ducreux, Teatro de la Madeleine
- 1955 : Histoire de rire, de Armand Salacrou, escenografía de Jean Meyer, con Danièle Delorme, Teatro Saint-Georges
- 1955 : Quatuor, de Noel Coward, adaptación de Paul Géraldy, escenografía de Pierre Dux, Teatro des Capucines
- 1956 : Cyrano de Bergerac, de Edmond Rostand, escenografía de Raymond Rouleau, Théâtre de la Ville
- 1957 : Madame Sans-Gêne, de Victorien Sardou, escenografía de Jean-Louis Barrault, Théâtre de la Ville
- 1957 : Patate, de Marcel Achard, escenografía de Pierre Dux, con Simone Renant, Teatro Saint-Georges
- 1958 : Lucy Crown, de Irwin Shaw, adaptación de Jean-Pierre Aumont, escenografía de Pierre Dux, Teatro de París
- 1960 : Une femme qui dit la vérité de André Roussin, Teatro de la Madeleine
- 1960 : Les Glorieuses, de André Roussin, escenografía del autor, Teatro royal du Parc, Teatro de la Madeleine
- 1961 : Hélène ou la joie de vivre, de André Roussin y Madeleine Gray, escenografía de Louis Ducreux, Teatro de la Madeleine
- 1962 : Mon Faust, de Paul Valéry, escenografía de Pierre Franck, Teatro de l'Œuvre
- 1962 : L'École des autres, de André Roussin, escenografía de Pierre Dux, Teatro de l'Œuvre
- 1962 : La escuela de las mujeres, de Molière, escenografía de Pierre Dux, Teatro de l'Œuvre
- 1963 : El misántropo, de Molière, escenografía de Pierre Dux, Teatro de l'Œuvre
- 1963 : Don Juan, de Molière, escenografía de Pierre Dux, Teatro de l'Œuvre
- 1963 : La escuela de las mujeres, de Molière, escenografía de Pierre Dux, Teatro des Célestins
- 1964 : Le Deuxième Coup de feu, de Robert Thomas, escenografía de Pierre Dux, Teatro Edouard VII
- 1964 : Patate, de Marcel Achard, escenografía de Pierre Dux
- 1965 : La Guerre civile, de Henry de Montherlant, escenografía de Pierre Dux, Teatro de l'Œuvre
- 1965 : Le Mal de Test, de Ira Wallach, adaptación de Albert Husson, escenografía de Pierre Dux, Teatro de los Campos Elíseos
- 1965 : L'Ascension du Général Fitz, de Peter Ustinov, escenografía de Pierre Dux, Teatro des Ambassadeurs
- 1966 : Point H, de Yves Jamiaque, escenografía de Pierre Franck, Teatro de l'Œuvre
- 1967 : Le Mal de Test, de Ira Wallach, escenografía de Pierre Dux, Teatro des Célestins
- 1967 : L'Ascension du Général Fitz, de Peter Ustinov, escenografía de Pierre Dux, Teatro des Ambassadeurs
- 1967 : Final de partida, de Samuel Beckett, Limoges
- 1969 : Savonarole ou Le Plaisir de Dieu seul, de Michel Suffran, escenografía de Jean-Pierre Laruy, Centre Théâtral du Limousin Limoges
- 1969 : Le Babour, de Félicien Marceau, escenografía de André Barsacq, Teatro de l'Atelier
- 1970 : Major Barbara, de George Bernard Shaw, escenografía de Guy Rétoré, Teatro de l'Est Parisien
- 1979 : La Fraîcheur de l'aube, de Herb Gardner, escenografía de Raymond Rouleau, Théâtre de l'Athénée
- 1980 : Final de partida, de Samuel Beckett, escenografía de Guy Rétoré, Teatro de l'Est Parisien
- 1981 – 1982 : L'Amante anglaise, de Marguerite Duras, escenografía de Claude Régy, Teatro Renaud-Barrault
- 1982 : Final de partida, de Samuel Beckett, escenografía de Guy Rétoré, Teatro Renaud-Barrault
- 1982 : Compagnie, de Samuel Beckett, escenografía de Pierre Chabert, Teatro Renaud-Barrault
- 1983 : Los negocios son los negocios, de Octave Mirbeau, escenografía de Pierre Dux, Teatro Renaud-Barrault
- 1984 : Compagnie, de Samuel Beckett, escenografía de Pierre Chabert, Teatro Renaud-Barrault
- 1985 : N'écoutez pas Mesdames, de Sacha Guitry, escenografía de Pierre Mondy, Théâtre des Variétés
- 1986 : La Mienne s'appelait Régine, de Pierre Rey, escenografía de Armand Delcampe, Teatro de l'Œuvre
- 1986 : La tempestad, de William Shakespeare, escenografía de Alfredo Arias, Festival de Aviñón Teatro de la Commune
- 1987 : Mon Faust, de Paul Valéry, escenografía de Pierre Franck, Teatro Renaud-Barrault
- 1988 : Les Chaises, de Eugène Ionesco, escenografía de Jean-Luc Boutté, Teatro national de la Colline
- 1989 : L'Amante anglaise, de Marguerite Duras, escenografía de Claude Régy, Teatro Renaud-Barrault
- 1989 : Les Chaises, de Eugène Ionesco, escenografía de Jean-Luc Boutté, Teatro des Treize Vents
- 1990 : Quelque part dans cette vie, de Israël Horovitz, escenografía de Jean-Loup Dabadie, Théâtre des Bouffes-Parisiens

### Director
- 1938 : Cyrano de Bergerac, de Edmond Rostand, Comédie-Française
- 1938 : Ruy Blas, de Victor Hugo, Comédie-Française
- 1941 : Hyménée, de Édouard Bourdet, Teatro de la Michodière
- 1941 : Léopold le bien-aimé, de Jean Sarment, Comédie-Française
- 1942 : Le Barbier de Séville, de Beaumarchais, Comédie-Française
- 1942 : Colinette, de Marcel Achard, Théâtre de l'Athénée
- 1942 : La Reine morte, de Henry de Montherlant, Comédie-Française
- 1943 : Fils de personne, de Henry de Montherlant, Teatro Saint-Georges
- 1944 : Un incompris, de Henry de Montherlant, Teatro Saint-Georges
- 1944 : Les Fiancés du Havre, de Armand Salacrou, Comédie-Française
- 1944 : L'Impromptu de Versailles, de Molière, Comédie-Française
- 1945 : La Fugue de Caroline, de Alfred Adam, Teatro Gramont
- 1946 : Le Secret, de Henry Bernstein, Teatro des Ambassadeurs
- 1946 : Jeux d'esprits, de Noël Coward, Teatro de la Madeleine
- 1949 : L'Homme de cendres, de André Obey, Comédie-Française en el Teatro del Odéon
- 1949-1952 : Teatro de París
  - 1949 : Das Kapital, de Curzio Malaparte
  - L'Immaculée, de Philippe Hériat
  - 1950 : Il faut marier maman, de Marc-Cab y Serge Veber
  - 1951 : Les Vignes du seigneur, de Robert de Flers y Francis de Croisset
  - 1951 : Le Sabre de mon père, de Roger Vitrac
  - 1951 : La Main de César, de André Roussin
  - 1951 : Guillaume le confident, de Gabriel Arout
- 1951 : L'Ile heureuse, de Jean-Pierre Aumont, Teatro Edouard VII
- 1952 : La Feuille de vigne, de Jean Bernard-Luc, Teatro de la Madeleine
- 1952 : Many, de Alfred Adam, Teatro Gramont
- 1952 : Bateaux en Espagne, de Alfred Adam, Teatro Gramont
- 1953 : Trésor, de Roger Mac Dougal, Théâtre des Bouffes-Parisiens
- 1963 : Il faut qu'une porte soit ouverte ou fermée, de Alfred de Musset, Teatro des Célestins
- 1954 : Mon ami Guillaume, de Gabriel Arout y Jean Locher, Teatro Michel
- 1954 : Souviens-toi mon amour, de André Birabeau, Teatro Edouard VII
- 1955 : Quatuor, de Noël Coward, adaptación de Paul Géraldy, Teatro des Capucines
- 1955 : Un monsieur qui attend, de Emlyn Williams, Comédie Caumartin
- 1957 : Patate, de Marcel Achard, Teatro Saint-Georges * 1958 : Lucy Crown, de Irwin Shaw, adaptación de Jean-Pierre Aumont, Teatro de París
- 1958 : Les 3 Coups de minuit, de André Obey, Teatro de l'Œuvre
- 1959 : Electra, de Jean Giraudoux, Comédie-Française
- 1960 : Une femme qui dit la vérité, de André Roussin, Teatro de la Madeleine
- 1960 : Les Glorieuses, de André Roussin, Teatro de la Madeleine
- 1961 : Jean de la Lune, de Marcel Achard, Teatro des Célestins
- 1962 : L'École des autres, de André Roussin, Teatro de l'Œuvre
- 1962 : La escuela de las mujeres, de Molière, Teatro de l'Œuvre
- 1963 : El misántropo, de Molière, Teatro de l'Œuvre
- 1963 : Don Juan, de Molière, Teatro de l'Œuvre
- 1964 : Le Deuxième Coup de feu, de Robert Thomas, Teatro Edouard VII
- 1964 : Patate, de Marcel Achard
- 1965 : La Guerre civile, de Henry de Montherlant, Teatro de l'Œuvre
- 1965 : Le Mal de Test, de Ira Wallach, Teatro de los Campos Elíseos
- 1965 : L'Ascension du Général Fitz, de Peter Ustinov, Teatro des Ambassadeurs
- 1967 : Décibel, de Julien Vartet, Teatro de la Madeleine
- 1967 : L'Ascension du Général Fitz, de Peter Ustinov, Teatro des Ambassadeurs
- 1968 : Désiré, de Sacha Guitry, Théâtre du Gymnase Marie-Bell, Teatro du Palais Royal
- 1968 : Le Renard et la grenouille, de Sacha Guitry, Théâtre du Gymnase Marie-Bell, Teatro du Palais Royal
- 1970 : Au théâtre ce soir : Deux fois deux font cinq, de Gabriel Arout, dirección de Pierre Sabbagh, Teatro Marigny
- 1983 : L'Étiquette, de Françoise Dorin, con Jean Piat, Théâtre des Variétés
- 1983 : Les affaires sont les affaires, de Octave Mirbeau, Teatro du Rond-Point
- 1984 : Les Temps difficiles, de Édouard Bourdet, Théâtre des Variétés

## Premios
- 1962 : Premio del Brigadier por Mon Faust, de Paul Valéry, Teatro de l'Œuvre
- 1982, 1984 : Premio Plaisir du théâtre
- 1989 : Gran Premio Nacional de Teatro
- Premio Molière de 1990 al mejor actor por Quelque part dans cette vie, de Israël Horovitz